# Amaurobius ferox
Amaurobius ferox è un ragno notturno appartenente alla famiglia Amaurobiidae e al genere Amaurobius. e si caratterizza per essere una specie con organizzazioni subsociali molto sviluppate.

## Descrizione

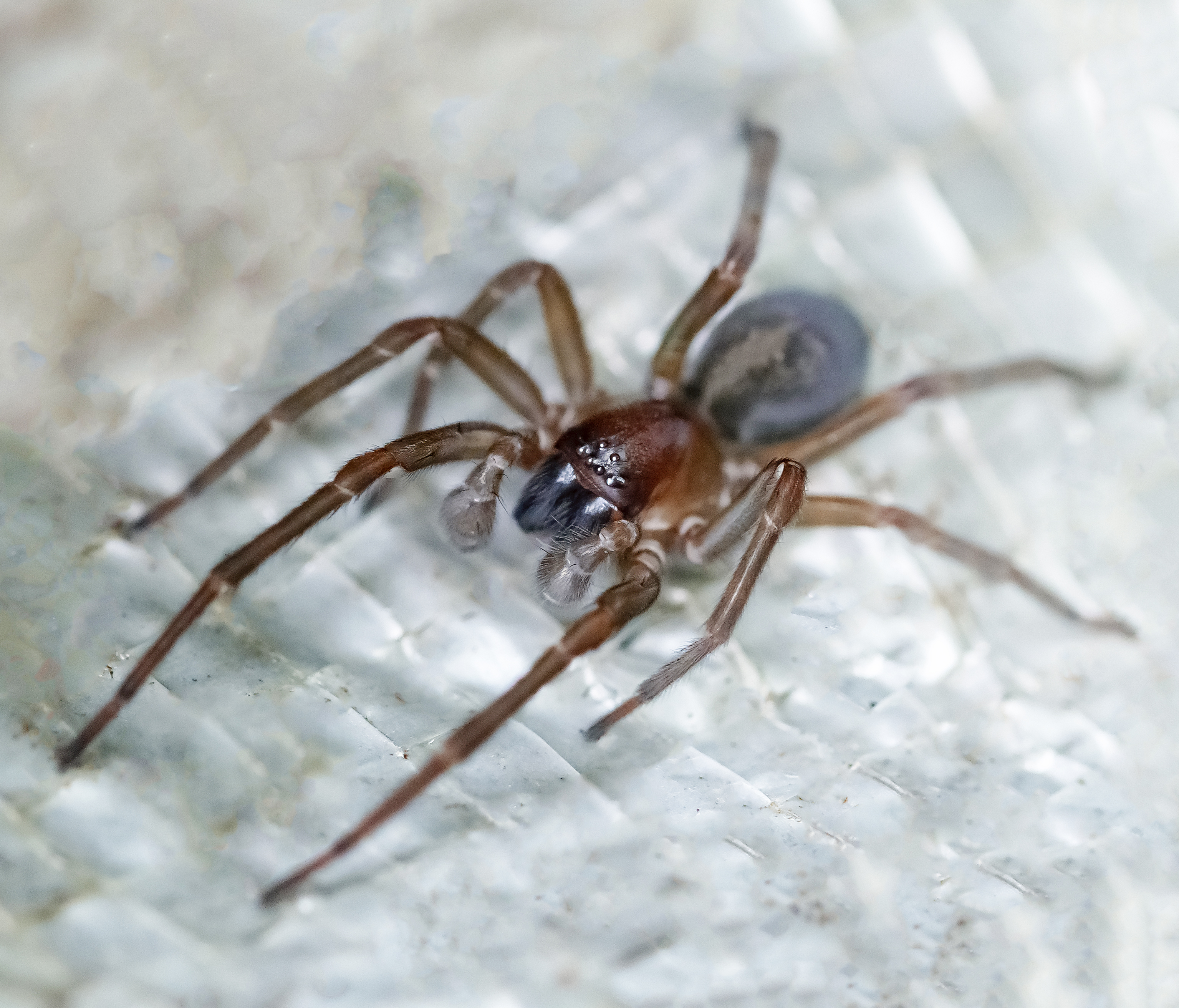
Maschio della specie

Le femmine di questa specie hanno una lunghezza del corpo compresa tra gli 11 e i 16 mm, mentre i maschi sono leggermente più piccoli e snelli, con una lunghezza compresa tra 8 e 10 mm. Il ragno è di colore molto scuro e le sue tonalità principali sono il nero, il marrone e il rosso scuro. L'addome è arrotondato e presenta marcature chiare e gialle in un disegno unico che spesso viene descritto come una maschera macabra o un teschio. Le femmine vivono due anni, mentre i maschi solo pochi mesi.

## Habitat e distribuzione
È un ragno originario dell'Europa, ma è stato introdotto in tutti e tre i paesi del Nord America, oltre che in Nuova Zelanda e in alcuni paesi dell'Europa orientale come la Turchia. Il ragno è estremamente raro nel Nord Europa, dove le temperature sono troppo basse per la sua sopravvivenza.
Questa specie si trova di solito vicino a strutture costruite dall'uomo e predilige le aree scure, come sotto tronchi o all'interno di cantine, e spesso ama vivere in fessure umide e ombreggiate, anche sotto le pietre o i muri in rovina. In primavera è probabile che i maschi adulti si trovino in casa mentre vagano in cerca di compagne, ma le femmine adulte possono essere trovate in casa o all'aperto in qualsiasi periodo dell'anno.

## Tela

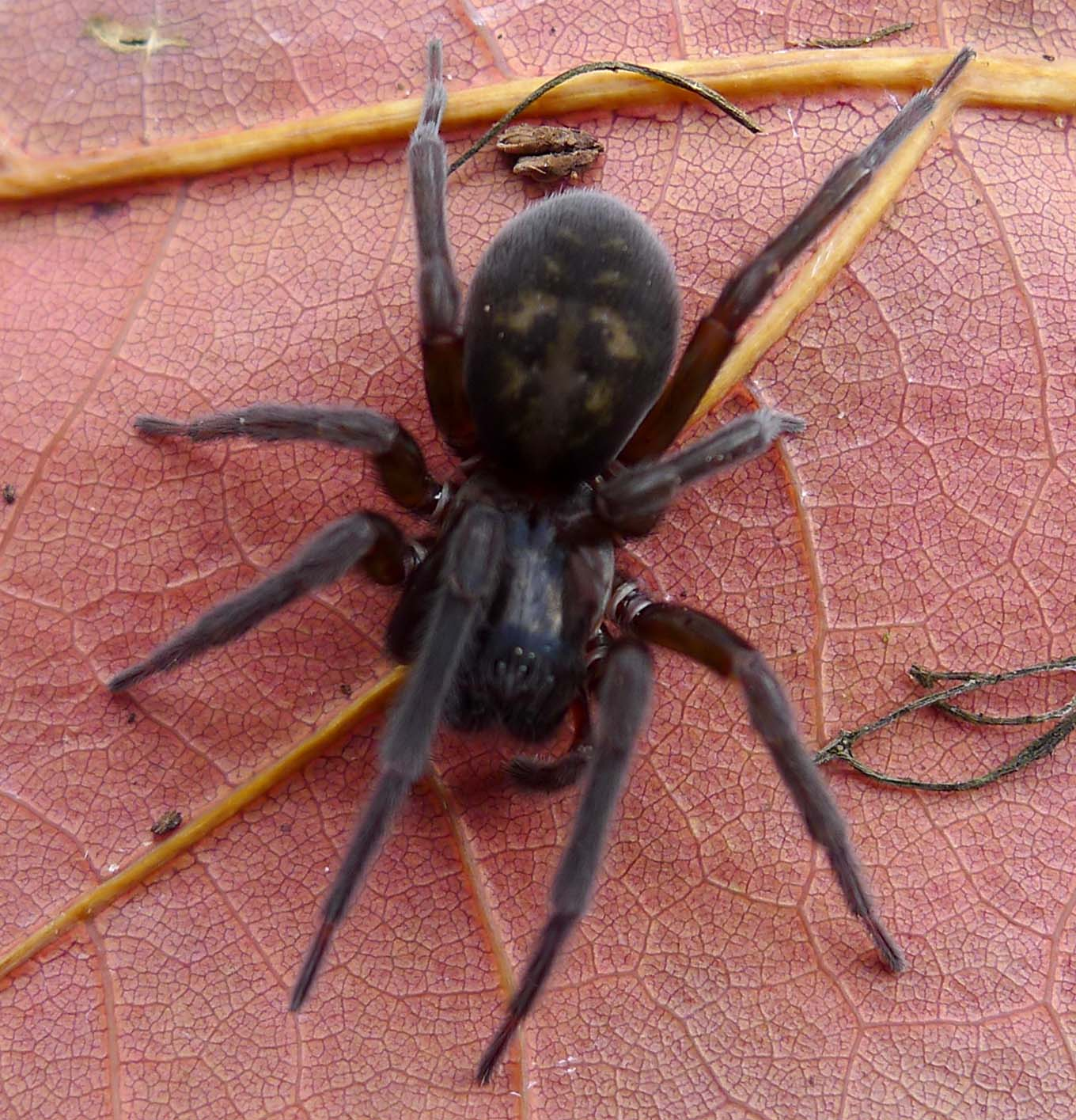
Femmina della specie

L'Amaurobius ferox è noto per tessere una tela cribellata che facilita la cattura delle prede e costituisce un rifugio protettivo. La ragnatela è speciale perché la seta ha una consistenza lanosa unica, causata da fibre estremamente sottili e straordinariamente appiccicose. È una specie preferisce deporre le sue ragnatele su superfici verticali e, il più delle volte, crea una rete aggrovigliata di fili che circonda una rientranza circolare che conduce in una fessura. Quando la ragnatela è appena stata tessuta, è estremamente appiccicosa e ha un aspetto simile a un merletto e un tenue colore blu. La ragnatela viene tessuta perlopiù di notte, a causa dell'attività notturna della specie, ma è noto che la specie reagisce a qualsiasi insetto preda che rimanga incastrato nella ragnatela in qualsiasi momento della giornata.

## Accoppiamento
Alla fine dell'estate e in autunno, i maschi vagano alla ricerca di femmine con cui accoppiarsi per spesso entrare nelle tele di quest'ultime per tessere speciali fili di seta per "pubblicizzare" la loro presenza e attirare la proprietaria della ragnatela. Le femmine depongono le uova in un sacco bianco in un luogo riparato, che di solito custodiscono fino alla schiusa di queste. La sacca è a forma di lente e ha un diametro compreso tra 7 e 15 mm con una capienza tra le 60 e le 180 uova.

## Comportamenti

### Dispersione
La dispersione dal nido materno non avviene nello stesso momento per tutti i ragnetti di un gruppo: questi si disperdono in media nell'arco di un mese, con metà del gruppo che si disperde nelle prime tre settimane, gli individui rimanenti tendono ad essere più grandi di quelli che si sono dispersi. I ragnetti mostrano una minore coesione di gruppo dopo la seconda muta coincidendo con la notevole variabilità individuale dello sviluppo e della massa corporea che si osserva durante la dispersione: man mano che i ragnetti maturano e iniziano a mostrare un comportamento predatorio e un'aggressività reciproca nei confronti dei fratelli, che aumenta nel corso del processo di dispersione. Con l'aumento del comportamento predatorio, la preda è il principale fattore di dispersione: quando il nido materno non ha la quantità di prede necessaria per nutrire la covata, il comportamento di dispersione viene accelerato, mentre se il nido materno ha un eccesso di prede, il periodo di dispersione si allunga.
La tempistica specifica e l'organizzazione dei vari fattori che influenzano la dispersione, come la seconda muta, l'attività di predazione, la quantità di prede, l'aggressione reciproca e la riduzione della coesione di gruppo, dimostrano che il comportamento di dispersione di questa particolare specie potrebbe essersi evoluto come conseguenza evolutiva di questi altri comportamenti.

### Muta e comportamenti materni
Durante il periodo sociale, il comportamento di muta è altamente sincronizzato, suggerendo che la facilitazione sociale tra i membri del gruppo media questa sincronizzazione. Inoltre, il periodo di muta dei ragnetti raggruppati è significativamente più breve di quello dei ragnetti isolati, indicando che sono necessarie importanti interazioni sociali per il processo.
Analogamente ai comportamenti trofici di consumo delle uova e di matrifagia, questo fenomeno potrebbe avere un valore adattativo nello sviluppo della tolleranza reciproca tra i fratelli mediata dalla diminuzione della variabilità individuale nel processo di sviluppo e dall'evitamento del cannibalismo sugli individui in muta. Questo serve anche a rendere il più pacifico possibile il comportamento matrifago e cooperativo dei ragnetti nella cattura delle prede, al fine di massimizzare la fitness diretta della madre.
Il periodo materno è caratterizzato da una serie di eventi comportamentali diversi. In primo luogo, la madre è sottoposta a un periodo di incubazione di tre settimane, durante il quale rimane nelle immediate vicinanze del sacco delle uova per poi rompere il sacco dell'uovo permettendo ai 40-135 ragnetti di emergere nel mondo. Nei primi giorni di vita, la madre depone uova trofiche che la prole può consumare. Alla fine della prima settimana di vita. I ragnetti iniziano la muta e infine, 1 o 2 giorni dopo, quando il processo di muta è completo, cannibalizzano la madre.
Le osservazioni hanno dimostrato che il processo di cannibalismo si completa in poche ore, durante le quali madre e prole sembrano scambiarsi stimoli. In particolare, le madri mostrano un comportamento di "sollecitazione" che sembra attivare e sincronizzare i piccoli. L'atteggiamento della madre nei confronti dei piccoli in termini di "sollecitazione", tolleranza e risposta predatoria sembra dipendere dal suo stato riproduttivo ed è stato dimostrato che l'atteggiamento dei piccoli verso la madre in termini di cannibalismo, attrazione o fuga dipende dal loro stadio di sviluppo, ma anche dall'atteggiamento della madre.

### Uova trofiche e matrifagia
Poco dopo l'emersione dei ragnetti, la madre depone uova trofiche da far consumare alla nuova prole. Gli studi dimostrano che la deposizione delle uova trofiche avviene circa 29 ore dopo la comparsa dei piccoli e, nella maggior parte dei casi, avviene di notte a causa della loro attività notturna. Le uova trofiche sono masse lisce e gialle di uova indistinte che, a differenza delle uova normali, non sono avvolte da strutture di seta. Il periodo di circa 29 ore che inizia con la comparsa delle uova e termina con il loro consumo può essere suddiviso in tre fasi di attività comportamentale.

#### Prima fase di deposizione delle uova trofiche
La prima fase si verifica fino a due o tre ore prima della deposizione delle uova trofiche ed è caratterizzata da un basso livello di attività. I ragnetti formano un gruppo compatto e la madre siede sopra di loro. Di tanto in tanto li lascia per depositare seta cribrosa nella tela.

#### Secondo stadio della deposizione delle uova trofiche
La seconda fase si verifica nelle ultime due ore prima della deposizione delle uova ed è caratterizzata da un aumento dell'attività della madre e della sua prole, soprattutto negli ultimi 30 minuti. In questa fase, i ragni mostrano comportamenti diretti madre-figlio che raramente si osservano in altre circostanze. All'inizio, la madre compie una serie di rotazioni sopra il gruppo di piccoli, circondando la frizione con una rete sciolta di seta ecribellata. Successivamente, la madre interrompe il comportamento rotatorio e inizia un lento movimento a tamburo, caratterizzato da movimenti verticali alternati dei pedipalpi.
Al termine di questa fase, la madre rimane immobile, muovendosi solo brevemente per riprendere il lento movimento a tamburo. In seguito, i ragnetti mostrano un aumento dell'attività locomotoria su brevi distanze e presentano un comportamento coesivo che consiste nell'accalcarsi insieme per poi iniziare a muoversi verso la madre e, dopo essersi sistemato sul lato ventrale dell'opistosoma della madre, immobilizzarsi. Durante tutto questo processo, nonostante la vicinanza e il contatto fisico, i ragnetti non mostrano un comportamento agonistico nei confronti dei fratelli.

#### Terzo stadio della deposizione delle uova trofiche
Il terzo stadio della deposizione delle uova trofiche è correlato all'ovodeposizione. La madre solleva l'opistosoma e inizia la deposizione con una serie di lente contrazioni che durano circa cinque minuti. Non appena le uova trofiche vengono deposte, i piccoli le circondano per divorarle immediatamente. Gli opistosomi iniziano a gonfiarsi molto velocemente e in modo sincrono tra tutti i ragnetti i quali partecipano al consumo delle uova trofiche delle madri: tutti gli individui all'interno di una frizione mangiano approssimativamente la stessa quantità di uova. Una volta mangiata l'intera massa di uova, gli opistosomi dei ragnetti raggiungono le dimensioni massime e si disperdono immediatamente all'interno della rete.
Il consumo di uova trofiche offre ai ragnetti un notevole vantaggio in termini di peso, come dimostrano l'ingrossamento dell'opistosoma e il fatto che, dopo aver consumato le uova trofiche, il peso è più che raddoppiato. Inoltre, le covate che non ricevono uova trofiche mostrano ritardi nella muta, tassi di sopravvivenza più bassi e maggiore cannibalismo fraternale, a indicare che le uova trofiche sono una fase necessaria del processo di sviluppo naturale.
Sebbene l'assunzione di uova trofiche sia necessaria per lo sviluppo naturale dei ragnetti, non è un requisito per la matrifagia. Tuttavia, analogamente all'effetto sulla muta, i ragnetti che non consumano uova trofiche mostrano ritardi nella matrifagia e tassi di sopravvivenza inferiori. Ciò indica che gli effetti positivi della matrifagia non sono sufficienti a compensare la precedente perdita di peso dovuta alla mancanza di uova trofiche. È interessante notare che le madri sono in grado di supervisionare l'assegnazione delle uova trofiche in base al proprio stato fisiologico e della prole. Ad esempio, le madri separate dalla loro prole non deporranno uova trofiche e, allo stesso modo, una madre che ha recentemente deposto uova trofiche non lo farà di nuovo anche se esposta a ragnetti che devono ancora riceverle. Allo stesso modo, una madre pronta a deporre uova trofiche non lo farà nemmeno in presenza di ragnetti che hanno già mangiato uova trofiche.

## Morsi
È noto che questa specie morde le persone e, in uno dei casi più dettagliati di morso, la vittima ha immediatamente avvertito un dolore sordo di intensità molto lieve, simile alla puntura di una vespa. Il dolore ha raggiunto la massima intensità dopo due ore ed è scomparso completamente dopo 12 ore. I medici hanno confermato la presenza di un'area di gonfiore di circa 6 mm di diametro nel sito e di un cerchio di arrossamento associato di 30 mm di diametro. Non erano visibili segni di zanne sulla pelle della vittima, ma è stato somministrato un vaccino antitetanico e non sono state necessarie ulteriori cure. Dopo una settimana, intorno al sito del morso sono comparse delle protuberanze rosso scuro con molte piccole vesciche, ma dopo un'altra settimana la pelle è guarita completamente.